# Ardisia smurfitana
Ardisia smurfitana är en viveväxtart som beskrevs av Ricketson och Pipoly. Ardisia smurfitana ingår i släktet Ardisia och familjen viveväxter. Inga underarter finns listade i Catalogue of Life.